# Карлсон, Натали
Натали Сэвидж Карлсон (англ. Natalie Savage Carlson, 3 октября 1906, Уинчестер, Виргиния — 23 сентября 1997, Род-Айленд) — американская детская писательница. За свой жизненный вклад в литературу для детей она была номинирована в 1966 году Соединёнными Штатами на вручаемую раз в два года международную премию Ганса Христиана Андерсена. 
Карлсон родилась в Кернстауне, штат Вирджиния, в семье франко-канадского происхождения и обработала множество старых семейных историй и народных сказок для своих ранних книг, таких как «Говорящий кот и другие истории французской Канады» (1952). Свой первый рассказ Карлсон опубликовала в возрасте восьми лет на детской странице газеты Baltimore Sunday Sun. Благодаря книге «Семья под мостом» она заняла второе место на конкурсе на Медаль Ньюбери 1959 года от профессиональных библиотекарей, которая ежегодно присуждается за «наиболее выдающийся вклад в американскую литературу для детей».
Карлсон умерла 23 сентября 1997 года в Род-Айленде.